# 載銓
定敏親王載銓（穆麟德轉寫：dzai ciowan，1794年9月15日—1854年11月6日），滿洲正藍旗人，清朝政治人物、工部尚書，乾隆帝的皇玄孫，定親王系第五代。
曾任禮部尚書。道光十五年閏六月丁卯，接替宗室敬徵，擔任清朝工部尚書，后襲定郡王，追封親王。